# Liste des moulins de Bruxelles

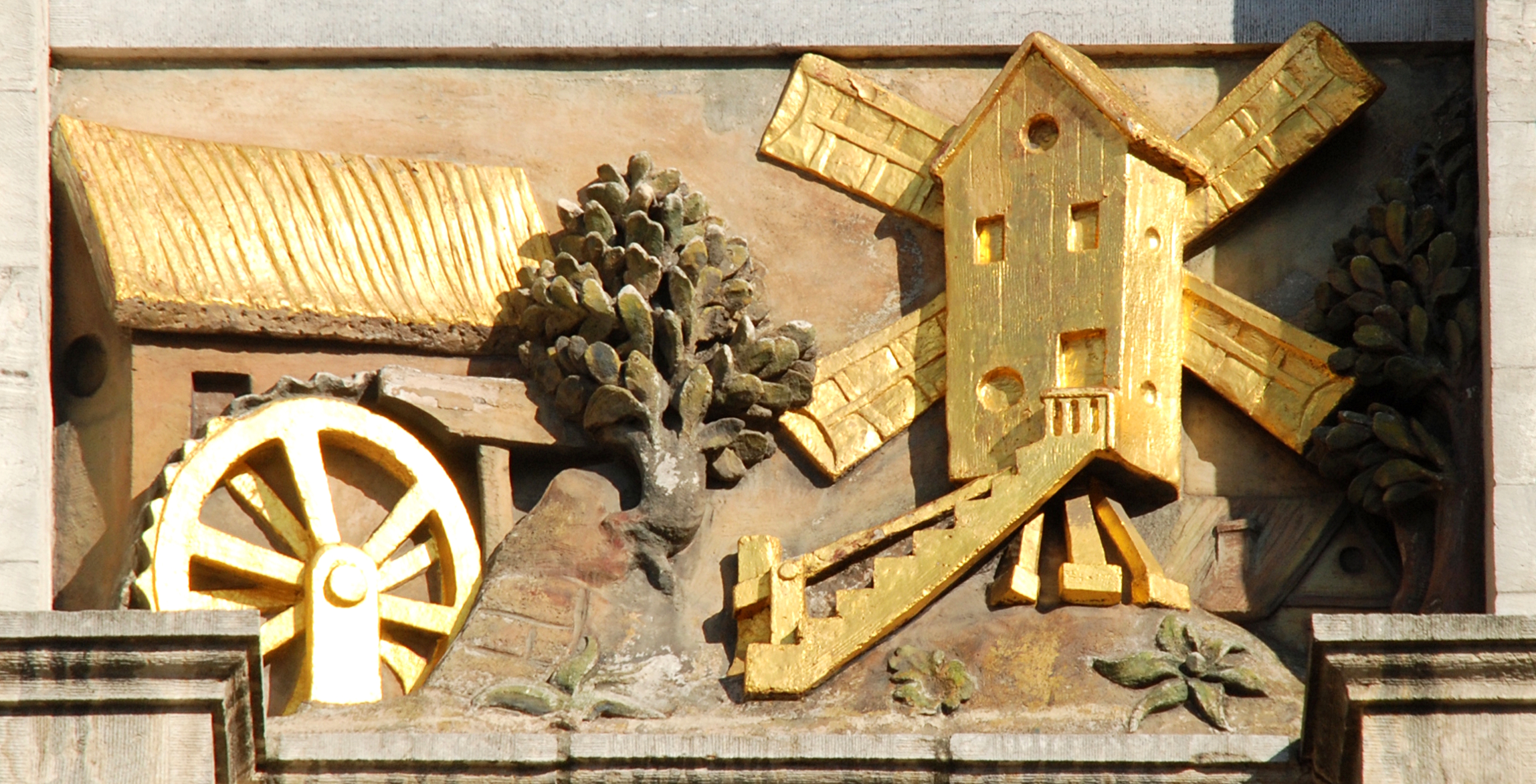
Deux types de moulins bruxellois, un moulin à eau avec roue à augets, et un moulin à vent, tels qu'ils sont représentés sur la façade de la Maison du Moulin à vent sur la Grand-Place de Bruxelles.

Les moulins de Bruxelles et sa région historique, c'est-à-dire l'ancienne cuve de Bruxelles ainsi que le Quartier de Bruxelles, ont été nombreux jusqu'à la fin du XIXe siècle.
La plupart d'entre eux, soit à vent soit à eau, furent victimes de la bruxellisation et ont été détruits au XXe siècle jusque dans les années soixante.
La liste qui suit donne un catalogue de tous les moulins qui ont existé à Bruxelles et dans sa région prise dans le sens administratif actuel du terme.

## Moulins à Bruxelles-villeintra muros
Il existait dans l'enceinte de la ville de Bruxelles dix moulins à eau utilisant la force motrice de la Senne ainsi que des moulins à vent.
- Ruysmolen (Moulin du Géant), moulin ducal situé au Borchval, dont le nom apparaît en 1225[2]. Moulin à eau.
- Moutmolen, cité à partir de 1233, situé le long de la rue des Pierres en face de l'île Saint-Géry. Moulin à eau.
- Serrewerremolen, cité dès 1255, d'abord moulin ducal, il fut acquis par la ville, moulin à eau.
- Vorstemolen, situé en face du Moutmolen, cité dès 1338. Moulin à eau.
- Slachmolen ou Smoutmolen op Hergoedshof, situé en amont du pont des Bateaux. Moulin à eau.
- Echtersemolen, situé en face du Ruysmolen. Moulin à eau.
- Moulin d'Overmolen. Moulin à eau.
- Driesmolen, relevant dès le XIIIe siècle du chapitre de Sainte-Gudule. Moulin à eau.

## Moulins à Anderlecht
Anderlecht compte encore aujourd'hui un moulin à vent du nom de Luizenmolen reconstruit depuis 1999.
À l'origine, celui-ci est arrivé à Anderlecht entre 1862 et 1864 à la suite d'une demande faite par P. G. Paridaens. Il tournera pour la production de farines jusqu'en 1928 victime des Meuneries modernes dont la Meunerie Moulart arrivée en 1904 quai Fernand Demets aujourd'hui COOP. 
Le Luizenmolen a été démonté en 1955 après de multiples tentatives de restauration et même un classement (29 novembre 1942) et donc un déclassement 
(12 novembre 1954).

## Moulins à Evere
- Moulin à vent d'Evere, aujourd'hui : Musée bruxellois du Moulin et de l'Alimentation.

## Moulins à Forest

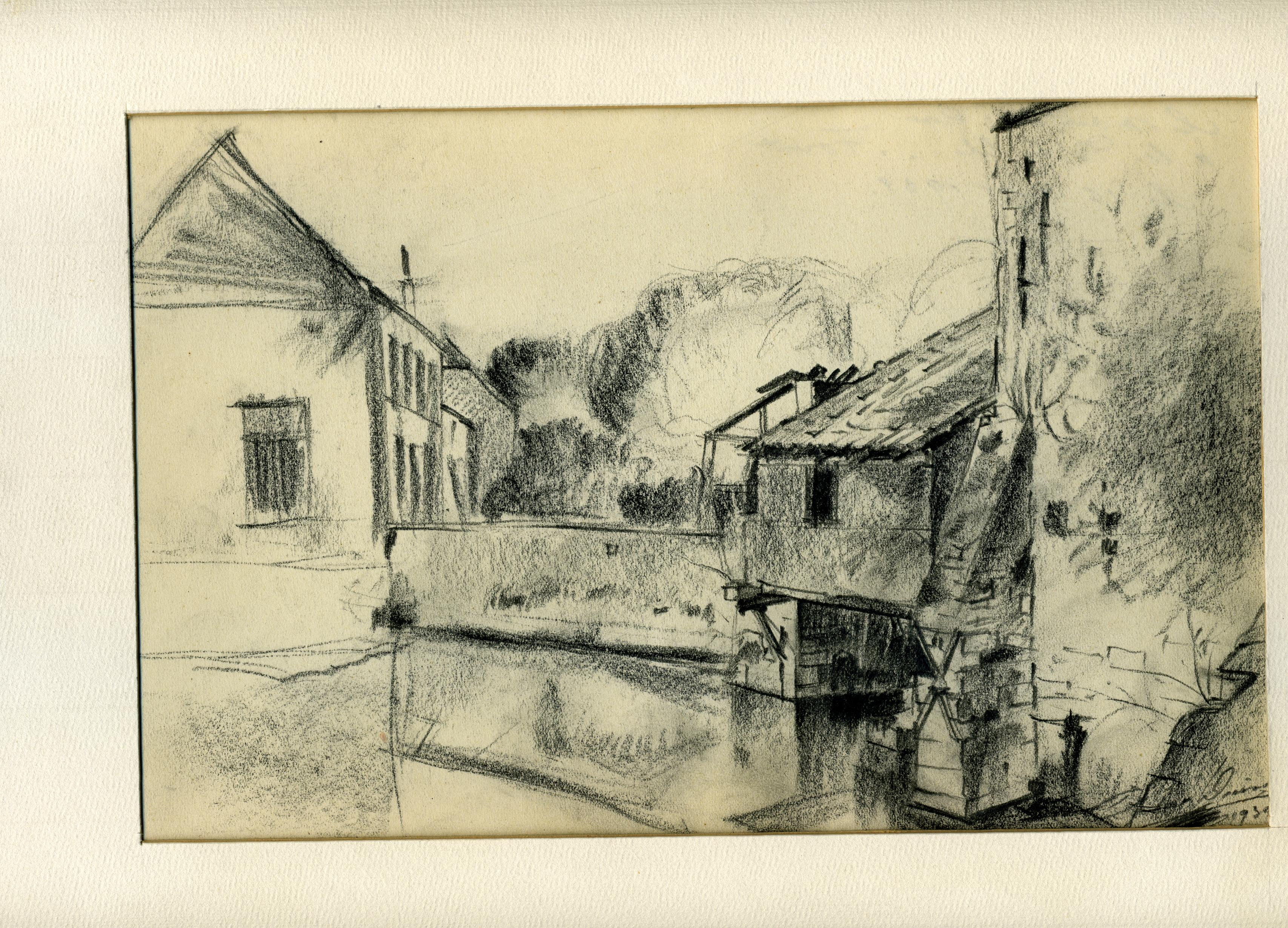
Le moulin à eau de la Petite-Île à Forest, dessin par Léon van Dievoet, 1939.

- Le moulin à eau de la Petite-Île à Forest (détruit).

## Moulins à Haren (Bruxelles)
- Moulin  Saint-Michel (Sinte Michiels molen)[4]. Moulin à eau, utilisé pour moudre le grain, propriété de la ville de Bruxelles, situé sur la rive droite de la Senne construit en 1654 par le Magistrat de Bruxelles, près du hameau de Buda. C'était à l'époque sur le territoire de Neder-over-Heembeek. La ville ajouta en 1662 une roue après en avoir reçu l'autorisation. La ville le vendit en 1818 à la famille Gheude. Il fut détruit en 1876. Ses fondations ont été recherchées lors de la construction de la station d'épuration des eaux de Bruxelles-Nord à Haren-Buda, mais son emplacement serait "dans" le canal élargi !
- Plusieurs documents parle du moulin de Haren, qui se situerait en fait à Machelen, "derrière" le château Beaulieu localisé parfois sur "Haren-Nord" !

## Moulins à Jette
- Moulin de l'abbaye de Dieleghem.

## Moulins à Laeken (Bruxelles)
- Le Vallemolen.
- Moulin à vent d'Over-Heembeek ou Alsemberg Veld. C'est en 1660 que Jean de Coninck fut autorisé à construire le moulin. Il est détruit par un incendie en 1899. Il se dressait là où se trouve actuellement la Tour japonaise[5].
- Le Windmolenberg, moulin à vent. Il fut construit en 1499 au sommet du Donderberg. Ce moulin à vent comme le précédant se trouvait dans l'actuel domaine royal de Laeken[5].

## Moulins à Neder-over-Heembeek (Bruxelles)
- Moulin à eau d'Over-Heembeek[6]. Moulin à eau situé le long du Molenbeek. Cité dès 1175. Tant le moulin que la maison du meunier furent détruits en 1960 pour faire place à un terrain à lotir. Situé au croisement des rues de Lombartzyde et du Pâturage.
- Le Moulin à vent d'Over-Heembeek se situait sur une portion qui est actuellement sur Laeken.
- Voir aussi le moulin Saint-Michel, entre le canal et la Senne près du hameau de Buda (voir avec Moulins à Haren).

## Moulins à Saint-Gilles
- Le Nieuwmolen. Moulin à eau. Il était situé sur la rive droite de la Senne, il a été détruit pour construire l'extension des quais de la gare du Midi[7].
- Le Sleypmolen. Moulin à eau. Il s'agissait d'un moulin à aiguiser situé sur une rivière elle-même disparue l'Elsebeke[8].

## Moulins à Schaerbeek
- Kerkhofmolen[9]. Situé le long du Maelbeek. Le plan de Deventer le mentionne (vers 1550). Il était situé entre les rues Van Hoorde, Josaphat et Kessels vers les anciens bains communaux. Ce moulin était encore la propriété en 1836 de Zénon Charliers d'Odomont, bourgmestre de Schaerbeek, du lignage Coudenbergh. Démoli en 1864.

- Voortmolen.

- Pladdermolen.

- Nedermolen.

- Roodenbeekmolen.

## Moulins à Uccle
- Moulin du Nekkersgat, situé rue Keyenbempt, 66, est cité dès 1299. Il appartenait à la cour féodale de l'abbaye d'Affligem. Au XVIIe siècle la famille des industriels bruxellois Gaucheret en fit un moulin à huile et construisit les bâtiments qui existent actuellement. Il fut à nouveau utilisé comme moulin à grain de 1745 à 1918[10].
- Nieuwen Bauwmolen dit aussi Moulin Crockaert à Calevoet.

## Moulins à Watermael-Boitsfort

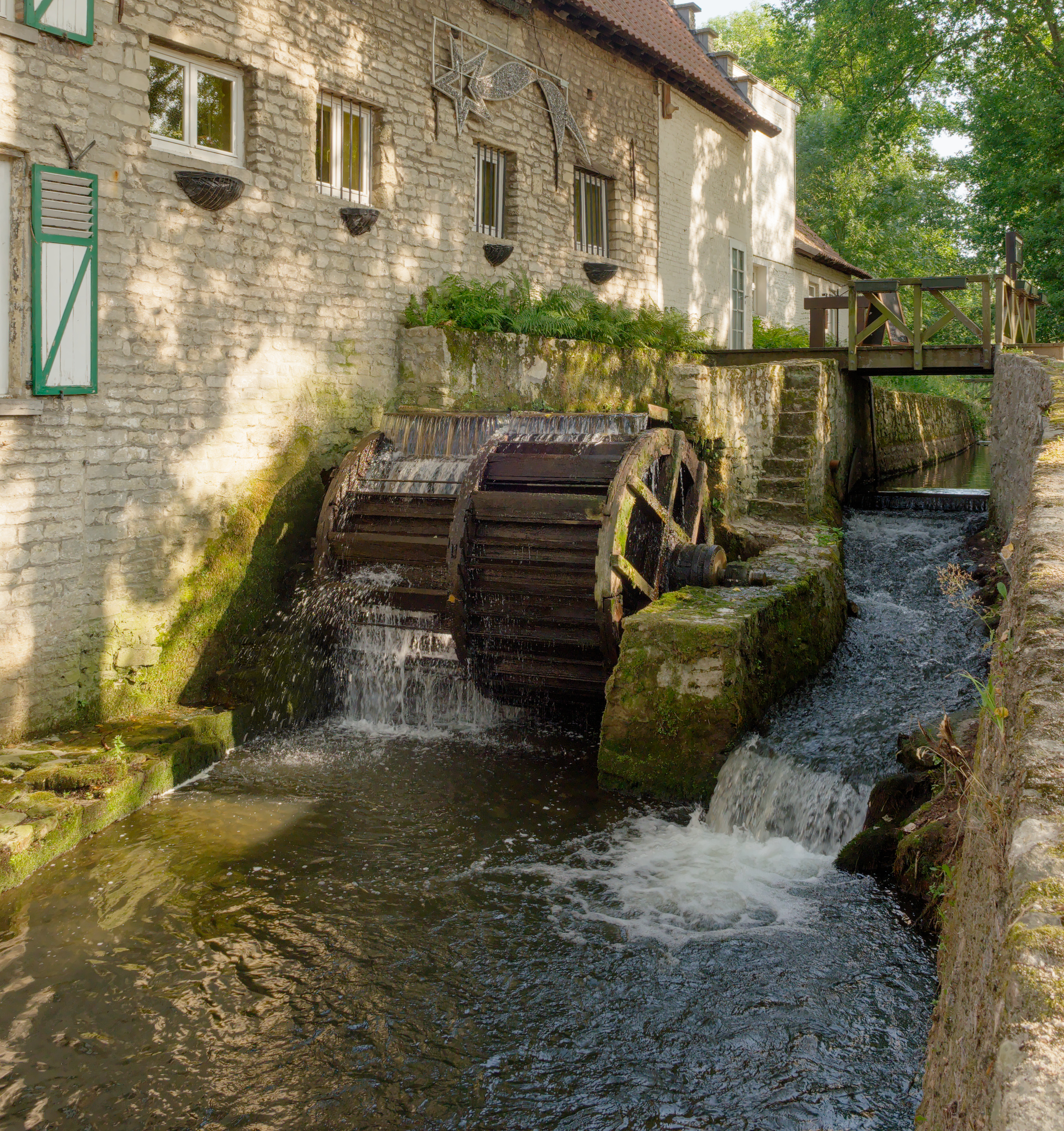
Un moulin bruxellois survivant : le Lindekemale le long de la Woluwe.

## Moulins à Woluwe-Saint-Lambert
- Moulin de Lindekemale, appartenant à l'origine à l'abbaye de Parc à Heverlee, est cité dès 1129. Il fut en service comme moulin à grain jusqu'au XIXe siècle[11].
- Le moulin à vent de Woluwe-Saint-Lambert. Il est un moulin provenant d'Esplechin, près de Tournai, construit vers 1767, et installé à Woluwe-Saint-Lambert en 1960.